# Castello Svevo (Brindisi)
Das Castello Svevo di Brindisi, auch Castello di Terra (im Unterschied zum Castello di Mare) oder Castello Svevo-Aragonese (wegen des staufischen Ursprungs und den späteren Umbauten in der Zeit der Herrschaft des Hauses Aragón) genannt, liegt in der Stadt Brindisi in der italienischen Region Apulien. Die Stadtburg wurde am Rand der Altstadt und dem inneren Teil des Hafens errichtet, so dass von der Burg aus beide wichtigen Teile der Stadt verteidigt werden konnten.

## Geschichte

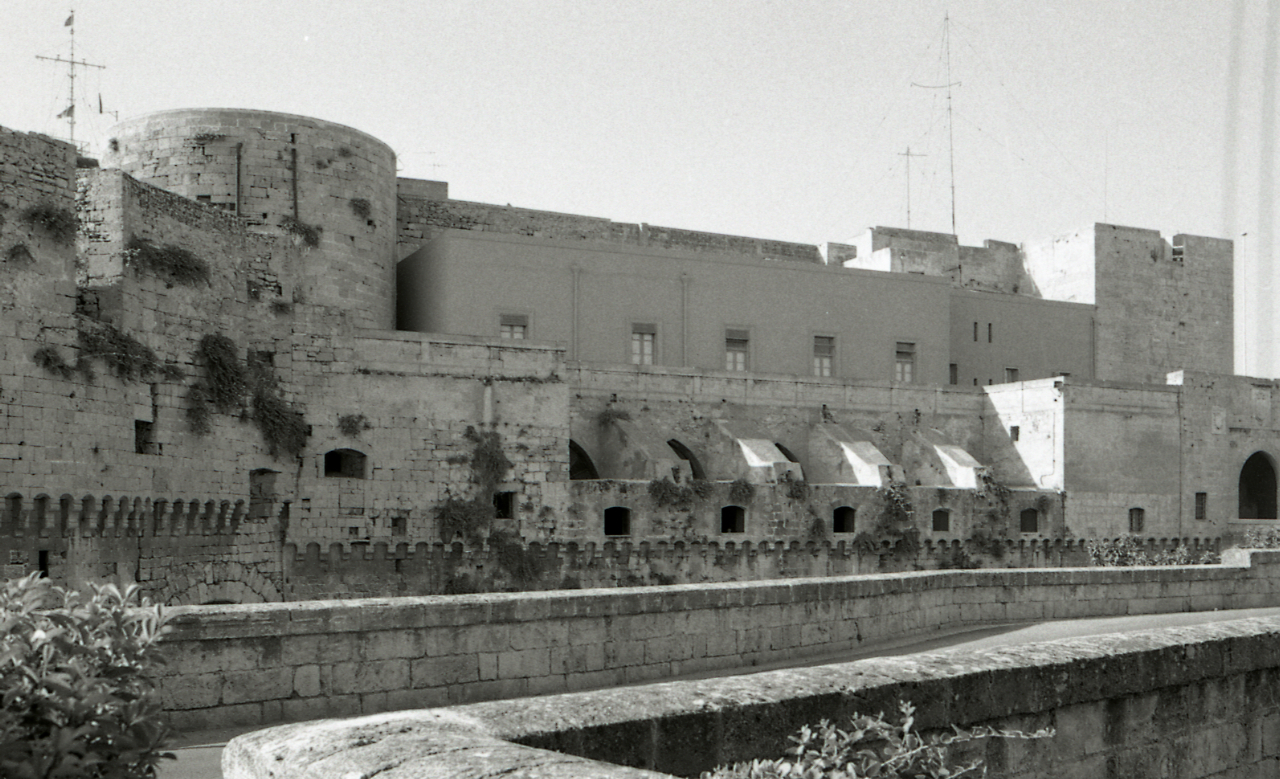
Die Burg auf einem Foto von Paolo Monti (1970)

Der Ursprung des Baus ist gemäß dem Zeugnis von Richard von San Germano, der ihn auf 1227 datiert, dem staufischen Zeitalter zuzurechnen. Dies sind genau die Jahre, in denen die Anwesenheit Kaiser Friedrichs II. in Brindisi durch seine Heirat mit Isabella II. von Jerusalem 1225 und seine Abfahrt zum Kreuzzug 1228 belegt ist. Die örtlichen Geschichtswissenschaftler legen dar, dass für den Bau altrömische Spolienmaterialien (insbesondere vom Amphitheater von Brindisi) verwendet wurden, jedoch ohne dass es dafür irgendeinen archäologischen Beweis gäbe.
Aus den Registern des Hauses Anjou sind wir informiert, dass Karl I. von Neapel mit der Restaurierung der Burg (Aufstockung der Türme) und dem Bau eines Königspalastes in ihrem Inneren (1272–1283) den Architekten Pierre d’Angicourt beauftragt hatte.
Die erste Erweiterung der Anlage in Brindisi Mitte des 15. Jahrhunderts geht auf Ferdinand I. von Neapel zurück: Der Umbau, der der Anpassung an die neuen militärischen Anforderungen durch die Einführung von Feuerwaffen geschuldet war, bestand aus dem Bau eines letzten Mauerrings, niedriger und schmäler als der vorhergehende, bestückt mit niedrigen, angeschrägten Rundtürmen. Der frühere Burggraben wurde mit Gewölben überdeckt, sodass neue Räume geschaffen wurden, in denen Männer in Waffen untergebracht wurden, aber auch die Bevölkerung in Notfällen.
1496 wurden Burg und Stadt unter das „Protektorat“ der Republik Venedig gestellt. In dieser Zeit war die Burg perfekt ausgerüstet. In der Tat wurde sie in einem Bericht an den Dogen von Venedig als „schön und sehr stark, die die Stadt die anderen Burgen beherrscht“, beschrieben. 1526 wurden letzte Veränderungen von Giovanni Battista Pignatelli angebracht. Kurz danach waren die Stadt und vor allen Dingen die Burg von einer harten Belagerung durch die Bewaffneten der französisch-venezianisch-päpstlichen Liga gegen Karl V. betroffen: Die Chroniken erzählen, dass gegen die Besatzer, die die Stadt eingenommen hatten, von der Burg aus ohne Rücksicht auf die Zivilbevölkerung Artillerieschüsse abgefeuert wurden.
In der Folge wurde die Burganlage mit dem Bau zweier mehreckiger „Puntoni“ zum Hafen hin endgültig befestigt.
Im Laufe des 18. und 19. Jahrhunderts wurde sie in ein Gefängnis umgebaut, dann in ein Kommando der Marina Militare, wobei einige Anpassungen vorgenommen, aber die Struktur der Anlage bewahrt wurde.

## Beschreibung

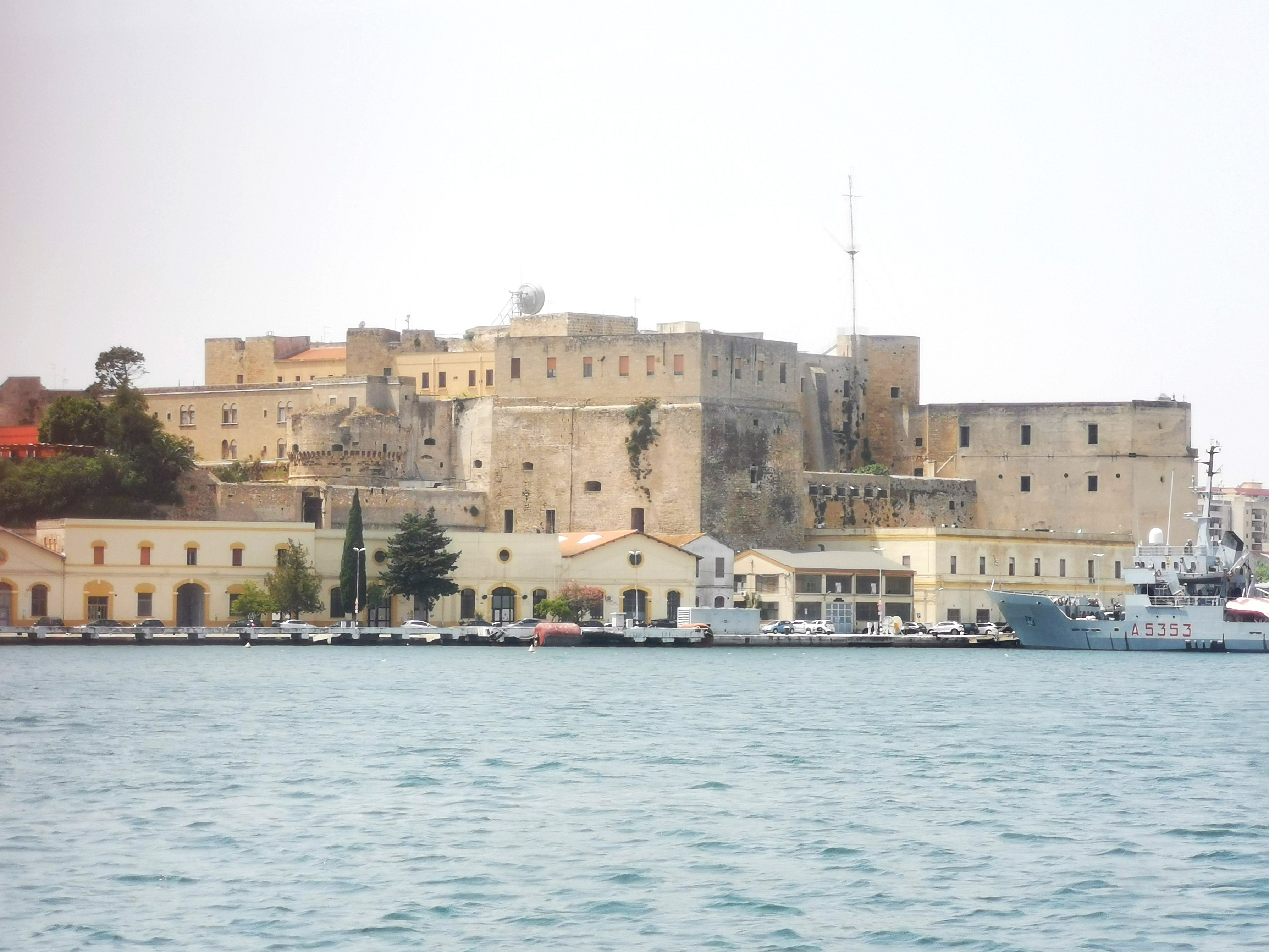
Burg von der Strandpromenade aus

Die Burg entwickelte sich um einen Innenhof in Trapezform herum, der von einer hohen Mauer, bewehrt durch einen großartigen Bergfried mit Eingang und weitere sechs Türme, zwei davon rund, drei mit quadratischem Grundriss und einer mit fünfeckigem Grundriss, umgeben war. Dieser ursprüngliche Kern entstand in staufischer Zeit.
Der äußere Hof ist klar dem 15.–16. Jahrhundert zuzuordnen: Dort finden sich die klassischen Rundtürme des Spätmittelalters und der Renaissance, die mit Artillerie bewaffnet waren.